# Потенца (футбольный клуб)
«Потенца» — итальянский футбольный клуб из одноимённого города, выступающий в Серии С1, третьем по силе дивизионе чемпионата Италии. Основан в 1919 году. Домашние матчи проводит на арене «Стадио Альфредо Вивиани», вмещающем 5500 зрителей. «Потенца» никогда в своей истории не поднималась в Серию А, лучшим достижением клуба в Серии Б стало 5-е место в сезоне 1964/65.